# Marquesado de Vivola
El marquesado de Vivola es un título nobiliario español creado por el rey Carlos I el 28 de mayo de 1543 en favor de Adamo Centurione-Oltramarino, banquero genovés.

## Nombre
El origen del marquesado se remonta a las compras italianas que hizo la familia Centurione —castellanizado como Centurión— a la familia Malaspina de los feudos italianos de Laula, Vivona y Montevay. El rey Carlos I le dio el 28 de mayo (confirmado el 25 de agosto) le nombró marqués de Laula, Vivola y Monte de Vay.
Tras extinguirse a finales del siglo xviii, en 1913, Joaquín de Arteaga y Echagüe, xvii duque del Infantado, rehabilitó el título pero convirtiéndolo en tres diferentes que aun hoy están en uso: Laula, Vivola y Monte de Vay. Por este motivo, algunos autores consideran que no son el mismo título y que la verdadera fecha de creación debería ser la rehabilitación de Alfonso XIII.

## Marqueses de Vivola
|                                 | Titular                                 | Periodo               |
| Creación por Carlos I           | Creación por Carlos I                   | Creación por Carlos I |
| ------------------------------- | --------------------------------------- | --------------------- |
| I                               | Adamo Centurione-Oltramarino            | 1543-1568             |
| II                              | Juan Bautista Centurión y Negroni       | 1568-1624             |
| III                             | Adán Centurión y Fernández de Córdoba   | 1624-1658             |
| IV                              | Cecilio Francisco Centurión y Centurión | 1658-1688             |
| V                               | Luis Centurión y Centurión              | 1688-1708             |
| VI                              | Manuel Centurión y Arias Dávila         | 1708-1734             |
| VII                             | Juan Bautista Centurión y Velasco       | 1734-1785             |
| VIII                            | María Luisa Centurión y Velasco         | 1785-1799             |
| Rehabilitación por Alfonso XIII |                                         |                       |
| IX                              | Joaquín Ignacio de Arteaga y Echagüe    | 1913-1947             |
| X                               | Íñigo de Arteaga y Falguera             | 1947-1966             |
| XI                              | Francisco de Borja de Arteaga y Martín  | 1966-1999             |
| XII                             | Francisco de Borja de Arteaga y Fierro  | 1999-pres.            |

## Historia de los marqueses de Vivola
I. Adamo Centurione-Oltramarino (1490-1568), i marqués de Laula, Vivola y Monte de Vay. Importante banquero y militar al servicio de Carlos I de España y V del Sacro Imperio Romano Germánico.
Casó con Orietina Grimaldi. Le sucedió su nieto:
II. Juan Bautista Centurión y Negroni, ii marqués de Laula, Vivola y Monte de Vay, ii marqués de Estepa.
Hijo de Marcos Centurión y Grimaldi, i marqués de Estepa., y Batina Negroni y Spínola. En 1849 le sucedió su hijo:
III. Adán Centurión y Fernández de Córdoba (f. 1658), iii marqués de Laula, Vivola y Monte de Vay, iii marqués de Estepa y ii marqués de Armunia.
Casó en primeras nupcias con Mariana de Guzmán, hija del ii marqués de Algava; sin sucesión.
Casó en segundas nupcias con su sobrina, María Leonor Centurión y Mendoza, con quien tuvo tres hijos.
Le sucedió su hijo:
IV. Cecilio Francisco Centurión y Centurión (f. 1688), iv marqués de Laula, Vivola y Monte de Vay, iv marqués de Estepa y iv marqués de Armunia.
Casó con Luisa Mesía Carrillo y Portocarrero, vii marquesa de la Guardia. Sin sucesión masculina, le sucedió su hermano:
V. Luis Centurión y Centurión, v marqués de Laula, Vivola y Monte de Vay, v marqués de Estepa y v marqués de Armunia.
Casó en 1693 con Isabel Arias Dávila Pacheco y Coloma. Le sucedió su hijo:
VI. Manuel Centurión y Arias Dávila (1694-1734), grande de España, vi marqués de Laula, Vivola y Monte de Vay, vi marqués de Estepa y v marqués de Armunia.
Casó con María Leonor de Velasco Ayala y Fernández de Córdoba. Le sucedió su hijo:
VII. Juan Bautista Centurión y Velasco (1718-1785), grande de España, vii marqués de Laula, Vivola y Monte de Vay, vii marqués de Estepa y v marqués de Armunia.
Casó en dos ocasiones, sin sucesión. Le sucedió su hermana:
VIII. María Luisa Centurión y Velasco (f. 1799), grande de España, viii marquesa de Laula, Vivola y Monte de Vay y viii marqués de Estepa, entre otros muchos títulos.
Casó con su tío, Felipe López-Pacheco de la Cueva, vii marqués de Bedmar. Sin sucesión, los mayorazgos acabarían eventualmente en la Casa del Infantado. En 1913 le sucedió, por rehabilitación:
IX. Joaquín Ignacio de Arteaga y Echagüe (1870-1947), grande de España, ix marqués de Vivola, xvii duque del Infantado, ix marqués de Laula y ix marqués de Monte de Vay, entre otros muchos títulos.
Casó con Isabel Falguera y Moreno, iii condesa de Santiago. Le sucedió su hijo:
X. Íñigo de Arteaga y Falguera (1905-1997), grande de España, x marqués de Vivola, xviii duque del Infantado y x marqués de Monte de Vay, entre otros muchos títulos. La Diputación Permanente y Consejo de la Grandeza de España y Títulos del Reino le concedió la sucesión provisional tras el fallecimiento de su padre, la cual fue convalidada por la dictadura en 1951.
Casó en primeras nupcias con Ana Rosa Martín y Santiago-Concha y en segundas con María Cristina Salamanca.
Le sucedió, por distribución, su hijo:
XI. Francisco de Borja de Arteaga y Martín, grande de España, xi marqués de Vivola y xiv marqués de Estepa.
Le sucedió, por cesión, su hijo:
XII. Francisco de Borja de Arteaga y Fierro, xii marqués de Vivola.